# IC 244
IC 244 ist eine Balken-Spiralgalaxie vom Hubble-Typ SBc im Sternbild Walfisch südlich des Himmelsäquators. Sie ist schätzungsweise 303 Millionen Lichtjahre von der Milchstraße entfernt und hat einen Durchmesser von etwa 60.000 Lichtjahren.

Im selben Himmelsareal befinden sich u. a. die Galaxien NGC 1009, NGC 1020, NGC 1021, IC 246.
Das Objekt wurde am 11. Januar 1894 vom französischen Astronomen Stéphane Javelle entdeckt.